# 0961
0961 è il prefisso telefonico del distretto di Catanzaro, appartenente al compartimento omonimo.
Il distretto comprende la parte nord-orientale della provincia di Catanzaro. Confina con i distretti di Cosenza (0984) a nord, di Crotone (0962) a est, di Soverato (0967) a sud e di Lamezia Terme (0968) a ovest.

## Aree locali e comuni
Il distretto di Catanzaro comprende 35 comuni inclusi nelle 3 aree locali di Catanzaro, Cropani (ex settori di Cropani, Sersale e Taverna) e Tiriolo (ex settori di Borgia, Squillace e Tiriolo). I comuni compresi nel distretto sono: Albi, Amaroni, Amato, Andali, Belcastro, Borgia, Botricello, Caraffa di Catanzaro, Catanzaro, Cerva, Cropani, Fossato Serralta, Gimigliano, Magisano, Marcedusa, Marcellinara, Miglierina, Palermiti, Pentone, Petronà, San Floro, San Pietro Apostolo, Sellia, Sellia Marina, Sersale, Settingiano, Simeri Crichi, Sorbo San Basile, Soveria Simeri, Squillace, Stalettì, Taverna, Tiriolo, Vallefiorita e Zagarise .